# Роман воспитания

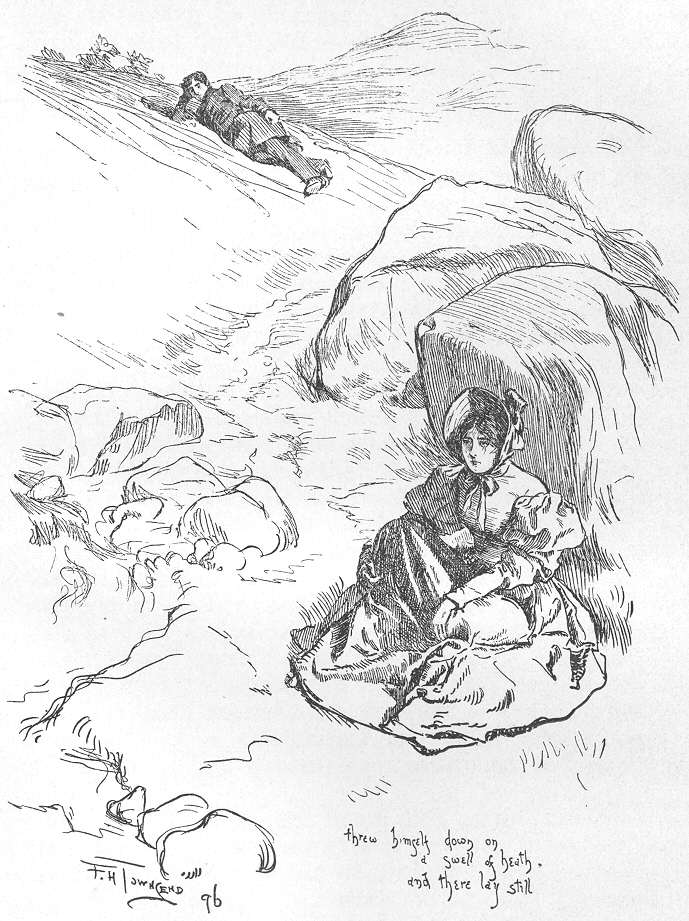
Джейн Эйр — героиня одноимённого воспитательного романа 1847 года

Роман воспитания (воспитательный роман, от нем. нем. Bildungsroman ['bɪldʊŋs.ʁoˌmaːn]) — тип романа, получивший распространение в литературе немецкого Просвещения. Его содержанием является психологическое, нравственное и социальное формирование личности главного героя.
Термин ввёл в 1820-х годах филолог Карл Моргенштерн. В 1870 году В. Дильтей указал, что в основу жанра легло произведение Гёте «Годы учения Вильгельма Мейстера» (1796), в котором у главного героя две задачи — самоосознание и социализация. Предшественниками этого произведения считаются французские философские романы эпохи Просвещения вроде «Кандида» Вольтера (1759) и «Эмиля» Ж. Ж. Руссо (1762).
Классические образцы воспитательного романа в литературе XIX века дали Ч. Диккенс («Дэвид Копперфильд», 1849), Г. Флобер («Воспитание чувств», 1869), И. А. Гончаров («Обыкновенная история», 1847), Ф. М. Достоевский («Неточка Незванова», 1849; «Подросток», 1875). В послевоенное время роман воспитания возродился к жизни и обрёл новую популярность. Всемирный резонанс получили такие книги о взрослении подростков военного и послевоенного времени, как «Над пропастью во ржи» Д. Д. Сэлинджера и «Жестяной барабан» Г. Грасса.
В литературоведении выделяется несколько разновидностей данного жанра, в частности, приключенческий роман воспитания («Остров сокровищ» Стивенсона, «Отважные капитаны» Киплинга, «Приключения Гекльберри Финна» М. Твена, «Два капитана» Каверина) и «художнический роман» — Künstlerroman («Портрет художника в юности» Джойса, «Жизнь Арсеньева» Бунина, «Дар» Набокова). В 1830-е гг. из романа воспитания выделяется роман карьеры, прослеживающий нравственную эволюцию молодого приспособленца вроде Жюльена Сореля и Растиньяка.
По мнению историка и публициста Коди Делистрэй (англ. Cody Delistraty), литературные произведения данного жанра учат возможности раз и навсегда найти своё «я», сокрытое внутри человека, тогда как это «я» меняется постоянно. Вера в нахождение своего истинного «я» при достижении совершеннолетия ложно, поскольку понимание «я нашёл себя» не является устойчивым на всю оставшуюся жизнь. Современная психология поддерживает идею поэтапного развития личности и его изменчивости по мере взросления и накопления личного опыта (колеблющееся, неустойчивое «я»).